# Port lotniczy Czyta
Port lotniczy Czyta (IATA: HTA, ICAO: UIAA) – port lotniczy położony 10 km na zachód od Czyty, w Kraju Zabajkalskim, w Rosji.

## Kierunki lotów i linie lotnicze
| Linia lotnicza   | Kierunek                                                                                        |
| ---------------- | ----------------------------------------------------------------------------------------------- |
| Aeroservis       | 1. Gazimurski Zawod 2. Krasnokamiensk 3. Krasnyj Czikoj 4. Kyra 5. Menza 6. Usugli 7. Yumurchen |
| Air China        | 1. Hulun Buir 2. Pekin                                                                          |
| Angara Airlines  | 1. Chara 2. Irkuck 3. Chabarowsk                                                                |
| Aurora           | 1. Władywostok                                                                                  |
| IFly             | 1. Moskwa-Wnukowo (od 15 kwietnia 2024) 2. Sankt Petersburg 3. Soczi                            |
| IrAero           | 1. Irkuck 2. Jużnosachalińsk                                                                    |
| Rossiya Airlines | 1. Krasnojarsk                                                                                  |
| S7 Airlines      | 1. Irkuck 2. Moskwa-Domodiedowo 3. Nowosybirsk                                                  |
| Ural Airlines    | 1. Moskwa-Domodiedowo 2. Jekaterynburg                                                          |
| Yakutia Airlines | 1. Chabarowsk 2. Władywostok 3. Jakuck                                                          |